# Piégé (film, 2000)
Pour les articles homonymes, voir Piégé.
Pour plus de détails, voir Fiche technique et Distribution.
Piégé (Bait) est un film américano-canadien réalisé par Antoine Fuqua et sorti en 2000.

## Synopsis
Edgar Clenteen, chef de la brigade criminelle de la Direction du Trésor, mène l'enquête sur le vol de 40 millions de dollars en lingots d'or à la réserve fédérale de New York.
Au même moment, à New York, le cambrioleur amateur Alvin Sanders s'apprête à voler une cargaison de crevettes. Pris en flagrant délit, il se retrouve en prison, dans la même cellule que John Jaster, l'un des deux voleurs de la réserve d'or. Atteint du cœur, John confie un message codé à Alvin, pour qu'il le remette à sa femme, puis décède d'une crise cardiaque. Edgar est alors convaincu que ce message transmis à Alvin concerne l'endroit où les lingots d'or sont cachés. Il relâche ce dernier et lui implante une puce pour le localiser à tout moment.
Alvin, qui pensait faire table rase de son passé de truand et se réconcilier avec sa petite amie, ignore tout du rôle qu'on a décidé de lui faire jouer.

## Fiche technique
Sauf indication contraire, les informations mentionnées dans cette section peuvent être confirmées par la base de données cinématographiques IMDb,  présente dans la section « Liens externes ».
- Titre original : Bait
- Titre francophone : Piégé
- Réalisation : Antoine Fuqua
- Scénario : Andrew Scheinman, Adam Scheinman et Tony Gilroy
- Direction artistique : Peter Grundy et Patricia Woodbridge
- Décors : Peter Jamison
- Costumes : Delphine White
- Photographie : Tobias A. Schliessler
- Montage : Alan Edward Bell
- Musique : Mark Mancina
- Production : Sean Ryerson

Coproducteur : Joseph Boccia
Producteurs délégués : Tony Gilroy et Jaime Rucker King
- Société de production : Castle Rock Entertainment
- Société de distribution : Warner Bros. (États-Unis, Canada)
- Budget : 35 millions de dollars[réf. nécessaire]
- Pays d'origine :  États-Unis,  Canada
- Langue originale : anglais
- Format : couleur
- Genre : action, Thriller, comédie
- Durée : 119 minutes
- Dates de sortie[1] :
  - Canada : 29 août 2000 (avant-première au festival international du film de Montréal)
  - États-Unis : 15 septembre 2000
  - France : 7 novembre 2001 (directement en DVD[2])
- Classification[3] :
  - États-Unis : R - Restricted

## Distribution
- Jamie Foxx (VQ : Pierre Auger) : Alvin Sanders
- David Morse (VQ : Marc Bellier) : Edgar Clenteen
- Doug Hutchison (VQ : Benoit Éthier) : Bristol
- Kimberly Elise (VQ : Hélène Mondoux) : Lisa Hill
- David Paymer (VQ : Luis de Cespedes) : Wooly
- Mike Epps (VQ : Sylvain Hétu) : Stevie
- Robert Pastorelli : Jaster
- Jamie Kennedy : l'agent Blum
- Nestor Serrano : Boyle
- Tia Texada : Tika
- Jeffrey Donovan : Julio
- Megan Dodds : l'agent Walsh

Note : Pour une raison inconnue, le film n'a pas été doublé en France. C'est donc le doublage québécois qui se trouve sur le DVD français.

## Bande originale
La musique du film est composée par Mark Mancina. Warner Bros. Records commercialise cependant un album contenant des chansons d'artistes rap et R'n'B. L'album ne rencontre pas un immense succès aux États-Unis et n'atteindra que la 49e place du Top R&B/Hip-Hop Albums. Le single Free de Mýa aura plus de succès : 42e au Billboard Hot 100 et 52e au Hot R&B/Hip-Hop Songs. Why Me? de Cuban Link et Fat Joe sort également en single.
Liste des titres
1. Free - 5:21 (Mýa)
2. Why Me? - 3:26 (Cuban Link & Fat Joe)
3. Icey - 4:14 (Nelly & St. Lunatics)
4. Take It There - 4:20 (Donell Jones)
5. Took the Bait - 5:14 (Scarface & Dangerous)
6. Work - 4:41 (The Roots & Alechia James)
7. Quick Rush - 3:48 (Total & Missy Elliott)
8. L.I.Z. - 3:03 (Liz Leite)
9. You Can Get That - 3:48 (No Question & Bianca)
10. I Love Being a Gangsta - 5:11 (Major Figgas)
11. There's Nothing Better - 4:25 (Beanie Sigel & Memphis Bleek)
12. Sex, Sex, Money, Money - 4:31 (Ram Squad)
13. Remarkable - 4:47 (Jaheim & Terry Dexter)
14. Can't Fuck With Me - 3:59 (Trick Daddy, Lost Tribe & JV)
15. Where Is the Love? - 4:44 (Majusty)
16. Bed Springs - 4:01 (Jamie Foxx)